# Крамер, Анна Ивановна
Анна Ивановна Крамер (6 апреля 1694, Нарва — 12 апреля 1770, Нарва, Санкт-Петербургская губерния) — гофмейстерина при Императорском дворе Российской империи.

## Биография
Анна Крамер родилась в 1694 году в семье нарвского купца Бенедикта Крамера (1656—1712).
В 1704 году, после осады и взятия города Нарвы русскими войсками, в ходе Северной войны, десятилетняя Анна, вместе с прочими пленными, была отправлена в Вологду, а оттуда в Казань, где была некоторое время в услужении у генерала Ф. М. Апраксина, затем у Балка и у фрейлины Марии Даниловны Гамильтон. После казни Гамильтон в 1719 году «за детоубийство, воровство и оскорбительные речи об императрице» Крамер была взята камер-юнгферой ко двору императрицы Всероссийской Екатерины и заслужила большое расположение императорской четы; в 1716 году сопровождала её в заграничном путешествии.
По личному поручению Петра Первого А. И. Крамер готовила к погребению тело его сына — царевича Алексея.
Крамер также была гоф-фрейлиной и гофмейстериной царевны Наталии Алексеевны; после её кончины поселилась в Нарве; пользовалась вниманием и милостями императрицы Всероссийской Анны Иоанновны, которая пожаловала ей исключительное право на рубку леса по реке Нарове и на продажу его за границу в количестве до 27 тысяч деревьев ежегодно.
Анна Ивановна Крамер умерла в 1770 году.